# Selenops occultus
Espèce
Selenops occultus est une espèce d'araignées aranéomorphes de la famille des Selenopidae.

## Distribution
Cette espèce se rencontre au Brésil, au Paraguay et en Argentine.

## Publication originale
- Mello-Leitão, 1918 : Drassoideas do Brasil. Archivos da Escola Superior de Agricultura e Medicina Veterinaria, vol. 2, p. 17-74.